# Erkennen Sie die Melodie?
Erkennen Sie die Melodie? war eine im deutschsprachigen Raum gesendete Quizsendung (Länge 45 Minuten), die in den Jahren von 1969 bis 1977 sowie von 1980 bis 1985 (mit Unterbrechungen) vom ZDF und ORF ausgestrahlt wurde. Moderatoren waren von 1969 bis 1977 Ernst Stankovski, im Jahr 1980 Johanna von Koczian sowie von 1981 bis 1985 Günther Schramm. Insgesamt wurden 153 Folgen produziert.
Die drei Kandidaten mussten Lieder oder Melodien aus den Musiktheater-Sparten Oper, Operette und Musical erkennen und benennen, wobei jeder Kandidat jeweils auf eine der drei Sparten spezialisiert war. Dabei waren jeweils ein charakteristisches Bühnenbild und die Kostüme eines Werkes mit einem Gesangsstück aus einem anderen Werk kombiniert, und der Kandidat musste beide Werke erraten. Anschließend wurde im gleichen Bühnenbild ein Ausschnitt des dazu passenden Werkes aufgeführt, wozu weitere Quizfragen gestellt wurden. Fragen, die ein Kandidat nicht innerhalb einer vorgegebenen Zeit beantworten konnte, wurden an die anderen Kandidaten weitergegeben, so dass jeder Kandidat auch mehr als die in seiner eigenen Sparte möglichen Punkte erspielen konnte. Im abschließenden „Ratekarussel“ mussten die Kandidaten Symbolbilder in die richtige Reihenfolge der eingespielten Melodien bringen.
Die markante Titelmelodie der Serie war der Ouvertüre zu der komischen Oper Donna Diana (1894) von Emil Nikolaus von Reznicek entnommen.
Einige Aufzeichnungen wurden von 2009 bis 2011 an verschiedenen Wochentagen zu unterschiedlichen Zeiten im ZDFtheaterkanal wiederholt.

## Trivia
- Eine Anspielung auf die Sendung findet sich in der Kindersendung Meister Eder und sein Pumuckl in der Folge Das Spiel mit dem Feuer: In der Szene, in der Pumuckl versucht, Meister Eder in der Küche von einer durch ihn entzündeten brennenden Kerze hinter der Tür abzulenken, fragt er ihn, von wem denn die Musik sei, die gerade im Radio gespielt wird. Meister Eder antwortet: "Vom Rimski-Korsakov, oder von Meyerbeer oder von irgendjemandem". Bei der Musik im Radio handelte es sich aber um die Ouvertüre zur Oper Donna Diana von Emil von Reznicek, also die Titelmusik zu Erkennen Sie die Melodie?. Pumuckls Frage und Eders unwissende Antwort sind eine Anspielung auf dieses Format.
- Ein ähnliches Format ist die US-amerikanische Sendung Name That Tune, die dort von 1952 bis 1985 lief, und die im deutschen Fernsehen mehrfach adaptiert wurde, unter anderem von 1999 bis 2001 auf Vox als Hast Du Töne? und seit 2021 auf Sat.1 als Let the music play.